# アントン・オンドルシュ
アントン・オンドルシュ（Anton Ondruš、1950年3月27日 -）は、スロバキア（旧チェコスロバキア）の元サッカー選手、サッカー指導者。ポジションはDF。

## 経歴
オンドルシュはŠKスロヴァン・ブラチスラヴァの下部組織でサッカーを学び、1970年にトップチームへ昇格した。189cmの長身と優れた判断力を生かしたリベロとして活躍した。ブラチスラヴァでは2度のチェコスロバキアリーグ優勝、1度のカップ優勝に貢献した。1978年に1シーズンだけバンスカー・ビストリツァに在籍したが、チェコスロバキアでの選手経歴の多くをブラチスラヴァで過ごした。チェコスロバキアリーグ通算で226試合に出場し38得点を記録した。
1981年からは国外へと活躍の場を移し、ベルギーのクラブ・ブルッヘ、フランスのCSトノン＝レ＝バン（1986年から1987年までは選手兼任監督を務めた）、スイスのFCビール/ビエンヌを渡り歩き、1989年に現役を引退した。
チェコスロバキア代表としては、UEFA欧州選手権1976優勝、UEFA欧州選手権1980で3位入賞に貢献するなど、国際Aマッチ58試合に出場し9得点を記録した。また37試合でチェコスロバキア代表の主将を務めた。
引退後の1997年に古巣のスロヴァン・ブラチスラヴァの会長を務め、現在はスイスで代理人として活躍している。